# Podegrodzie (gemeente)
De gemeente Podegrodzie is een landgemeente in het Poolse woiwodschap Klein-Polen, in powiat Nowosądecki. De zetel van de gemeente is in Podegrodzie.
De gemeente grenst aan Chełmiec, Łącko, Limanowa, Łukowica, Stary Sącz en Nowym Sączem.

## Demografie
De gemeente heeft 11 471 inwoners (Stand op 30 juni 2004), waarvan: 5 759 vrouwen en 5 712 mannen.

## Administratieve plaatsen (sołectwo)
Brzezna, Chochorowice, Długołęka-Świerkla, Gostwica, Juraszowa, Mokra Wieś, Naszczowice, Olszana, Olszanka, Podegrodzie, Podrzecze, Rogi, Stadła.